# James Dasaolu
James Dasaolu (né le 5 septembre 1987 à Croydon) est un athlète britannique, spécialiste des épreuves de sprint.

## Biographie
Né dans la banlieue sud de Londres, de parents nigérians, il commence l'athlétisme à dix-neuf ans en 2006 au sein du club londonien des Croydon Harriers. Auteur de 10 s 75 sur 100 m en 2006, il établit le temps de 10 s 33 dès l'année suivante, puis 10 s 26 en 2008, année où il s'adjuge le titre de champion du Royaume-Uni espoir. 
En 2009, James Dasaolu porte son record personnel sur 100 m à 10 s 09 (+0,9 m/s) le 6 juin à l'occasion du meeting de Genève. Mais blessé, il doit déclarer forfait pour les championnats nationaux sélectifs pour les championnats du monde de Berlin. Lors des championnats d'Europe 2010, à Barcelone, il s'incline en demi-finale du 100 m dans le temps de 10 s 31.
Il participe à l'épreuve du 100 m des Jeux olympiques de 2012, à Londres. Il se classe septième de sa demi-finale en 10 s 18, après avoir battu son record personnel dès les séries en 10 s 13 (+0,4 m/s). 

### Finaliste mondial (2013)
En 2013, James Dasaolu remporte la médaille d'argent du 60 mètres lors des Championnats d'Europe en salle de Göteborg. Auteur d'un premier record personnel dès les demi-finales avec 6 s 52, il établit la meilleure performance mondiale de l'année en finale avec 6 s 48, et n'est devancé que de 2/1000e de seconde par le Français Jimmy Vicaut. Crédité de 10 s 08 sur 100 m le 10 juin à Prague, il remporte quelques jours plus tard l'épreuve du relais 4 × 100 m des championnats d'Europe par équipes, à Gateshead, aux côtés de Adam Gemili, Harry Aikines-Aryeetey et James Ellington, en 38 s 39. Le 30 juin, lors du British Grand Prix de Birmingham, il améliore à deux reprises son record personnel sur 100 m en réalisant 10 s 05 (-1,3 m/s) en demi-finale, puis 10 s 03 (+0,8 m/s) en finale, devancé seulement par le Jamaïcain Nesta Carter (9 s 99). Le 13 juillet, lors des championnats du Royaume-Uni, à Birmingham, le Britannique descend pour la première fois de sa carrière sous la barrière des dix secondes en établissant la marque de 9 s 91 (+ 1,1 m/s), deuxième meilleure performance britannique derrière Linford Christie (9 s 87 en 1993) et améliore son record personnel de 12/100e.
James Dasaolu remporte le titre du 100 m des championnats d'Europe d'athlétisme 2014, à Zurich, en Suisse, dans le temps de 10 s 06, devant Christophe Lemaitre et Harry Aikines-Aryeetey.
Le 22 mai 2016, il remporte en 38 s 64 le relais 4 x 100 m dans l'équipe britannique composée également de Harry Aikines-Aryeetey, Richard Kilty et Chijindu Ujah à Loughborough.

### Saison 2017
Le 10 février 2017, il remporte le meeting ISTAF indoor Berlin en 6 s 57, devançant Kim Collins (6 s 59).

## Palmarès

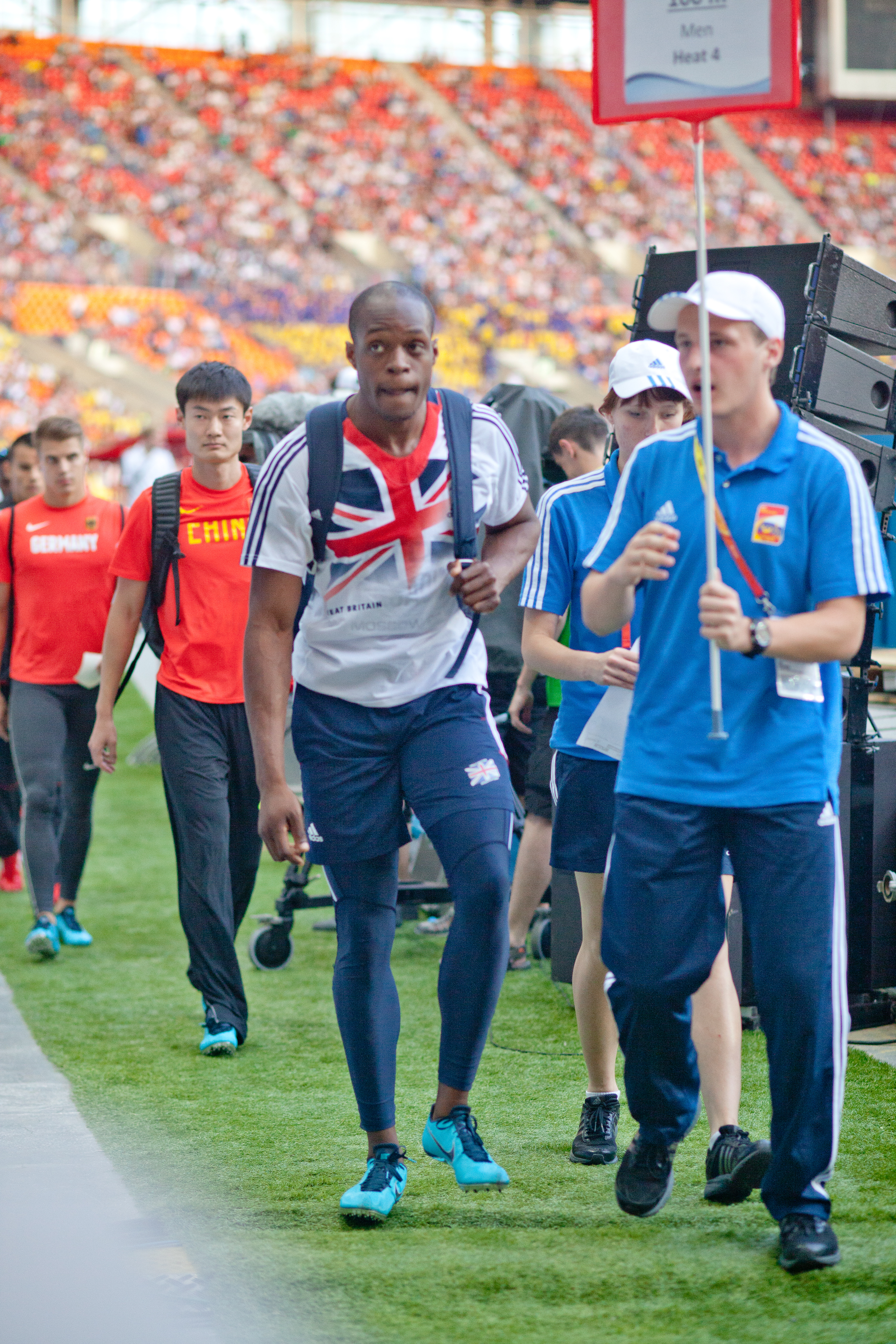
James Dasaolu lors des championnats du monde 2013.

| Date | Compétition                       | Lieu       | Résultat  | Épreuve   | Temps   |
| ---- | --------------------------------- | ---------- | --------- | --------- | ------- |
| 2013 | Championnats d'Europe en salle    | Göteborg   | 2e        | 60 m      | 6 s 48  |
| 2013 | Championnats d'Europe par équipes | Gateshead  | 1er       | 4 × 100 m | 38 s 39 |
| 2013 | Championnats du monde             | Moscou     | 8e        | 100 m     | 10 s 21 |
| 2014 | Championnats d'Europe             | Zurich     | 1er       | 100 m     | 10 s 06 |
| 2014 | Coupe continentale                | Marrakech  | 1re       | 100 m     | 10 s 03 |
| 2016 | Championnats d'Europe             | Amsterdam  | 1er       | 4 × 100 m | 38 s 17 |
| 2018 | Jeux du Commonwealth              | Gold Coast |           | 100 m     |         |
| 2018 | Jeux du Commonwealth              | Gold Coast | 4 x 100 m |           |         |

## Records
| Épreuve | Performance       | Lieu       | Date            |
| ------- | ----------------- | ---------- | --------------- |
| 60 m    | 6 s 48            | Göteborg   | 2 mars 2013     |
| 100 m   | 9 s 91 (+1,1 m/s) | Birmingham | 13 juillet 2013 |